# Скаков, Юрий Александрович

Ю́рий Алекса́ндрович Ска́ков (1925, Хабаровск — 2009, Москва) — советский и российский учёный, доктор технических наук (1967), профессор, лауреат Государственной премии СССР (1980) за учебник «Физика металлов. Атомное строение металлов и сплавов». Сын А. И. Скакова.
С 1969 года по 1991 год Юрий Александрович Скаков заведовал кафедрой «Рентгенография и физика металлов» Московского института стали и сплавов.
Автор научных работ по металловедению, рентгенографическому и электронно-оптическому анализу.

## Биография
Юрий Скаков родился в городе Хабаровске 24 октября 1925 года. Его мать Наталья Тихоновна, учительница математики, проработала в школе более сорока лет, а отец, Александр Иванович Скаков, металловед, доктор технических наук, лауреат Сталинской премии, специалист по рельсовым сталям, автор монографии «Качество железнодорожных рельсов».
Детство Ю. А. Скакова проходило в селе Рождественском, Поворинского района, Воронежской области, родине его матери и в городе Борисоглебске, откуда был родом его отец. Когда началась Великая Отечественная война, Юрий Александрович был пятнадцатилетним московским школьником.
Из-за сильной близорукости он был вынужден оставаться в тылу всю войну: в июле 1941 года строил под Вязьмой укрепления. Научно-исследовательский институт железнодорожного транспорта, в котором работал его отец, эвакуировали в Ташкент.
После окончания средней школы Ю. А. Скаков поступил в Ленинградский политехнический институт имени М. И. Калинина, который находился в Ташкенте в эвакуации.
По возвращении в Москву в 1943 году он перевелся на второй курс в Московский институт стали им. Сталина, который с отличием закончил в 1947 году по кафедре металловедения и термообработки стали. В своей дипломной работе Ю.Скаков установил интересный научный факт — изотермическое образование мартенсита в стали марки ХВГ.
Как лучшему студенту ему предложили поступить в аспирантуру, а академик Н. Т. Гудцов стал у него научным руководителем.
Преподавательскую деятельность Ю. А. Скаков начал в 1950 году, ещё будучи аспирантом. В 1950 году защитил кандидатскую диссертацию по теме «Исследование структуры железо-никель-алюминиевых сплавов для постоянных магнитов». Впервые в СССР он создал учебный курс для вузов «Электронная микроскопия металлов», который читал студентам в течение всех лет преподавания. В то же время Ю. А. Скаковым был разработан лабораторный практикум по электронной микроскопии.
Докторскую диссертацию он защитил в 1967 году, ученое звание профессора было ему присвоено в 1968 году, а в 1969 году его избрали на конкурсной основе на должность заведующего кафедрой «Рентгенография и физика металлов», которую Юрий Александрович занимал вплоть до 1991 года.
Ю. А. Скаков — автор учебников, по которым учились и продолжают учиться поколения студентов. В 1957 году вышла в свет «Лаборатория металлографии», Ю. А. Скаков в составе коллектива авторов. Эта книга затем была переиздана в 1965 году.
В соавторстве с С. С. Гореликом и Л. Н. Расторгуевым в 1963 году Ю. А. Скаков подготовил к изданию «Рентгенографический и электронно-оптический анализ», фундаментальное учебное пособие, обобщившее методические разработки и опыт работы лаборатории электронной микроскопии кафедры «Рентгенография и физика металлов».
Впоследствии эта книга несколько раз переиздавалась (самое последнее издание — 2002 год), и продолжает служить многим поколениям студентов и исследователей, не теряя своей актуальности. И, наконец, учебник «Физика металлов», написанный в соавторстве с его учителем, рентгенографом Я. С. Уманским. За этот учебник авторы в 1980 году получили Государственную премию СССР.
Похоронен Юрий Александрович на Хованском кладбище в Москве.

## Научная работа
Совместно с Л. М. Утевским в 1948 году на кафедре металловедения и термообработки МИСиС участвовал в создании первой в вузах лаборатории электронной микроскопии, затем уже в 1978 году — межкафедральной лаборатории аморфных металлических сплавов.
Ведущий учёный МИСиС, профессор Ю. А. Скаков, активно участвовал в работе квалификационных учёных советов. Он был членом докторского совета в институте Физики металлов ЦНИИЧМ и докторского совета по материаловедению в металлургии МИСиС, а также председателем кандидатского совета по коррозии и защите металлов, по металловедению и термообработке.
Долгие годы Ю. А. Скаков был членом экспертного совета ВАК по металлургии. Много сил и времени у него отнимала редакторская деятельность в различных научных журналах: «Заводская лаборатория» и др. В течение многих лет он был бессменным редактором в реферативном журнале ВИНИТИ «Металлургия», принимал участие в работе научного совета АН СССР по физике твердого тела и в комиссии по электронной микроскопии АН СССР, в обществе им. А. С. Попова.
Ю. А. Скаков был в числе организаторов научных конференций и совещаний. Так в 1980 году он впервые в стране организовал Первую Всесоюзную конференцию «Проблемы исследования структуры и свойств аморфных сплавов».
В начале 1970-х годов Ю. А. Скаков начал проведение исследований фазового состава сплавов, получаемых при закалке из жидкого состояния. Следующим этапом научной работы Ю. А. Скакова оказалось исследование фазовых состояний, возникающих в процессе твердофазных реакций в условиях механохимического синтеза, целью которого стало создание промышленных высокопрочных материалов.
Наибольший практический интерес в его работах представляет разработка материалов с особенно высокой технологической пластичностью (их основой являются сплавы с «объемной нанокристаллической структурой»), а также разработка технологии механохимического синтеза в производстве магнитотвердых сплавов на основе редкоземельных металлов.

## Научные труды
Ю. А. Скаков является автором десяти изобретений и более 250 научных трудов, наиболее важные из которых:

### Учебные пособия
- Горелик С.С., Расторгуев Л.Н., Скаков Ю.А. Рентгенографический и электронно-оптический анализ, учебное пособие для вузов. — М.: Металлургия, 1970. — 366 с.
- Металловедение и термообработка стали, справочник. — М.: Металлургия, 1995.
- Панченко Е. В. , Скаков Ю. А., Кример Б. И.; ред. Лившиц Б. Г. Лаборатория металлографии. — М.: Металлургия, 1965. — 440 с.
- Уманский Я.С., Скаков Ю.А. Физика металлов: атомное строение металлов и сплавов, учебник для вузов. — М.: Атомиздат, 1978. — 352 с.
- Уманский Я.С., Скаков Ю.А., Иванов А.Н. Расторгуев Л.Н. Кристаллография, рентгенография и электронная микроскопия, учебник для вузов. — М.: Металлургия, 1982. — 632 с.

### Статьи
- Скаков Ю.А. Высокоэнергетическая холодная пластическая деформация, диффузия и механохимический синтез // Металловедение и термическая обработка. — 2004. — № №7. — С. 3-12.

- Скаков Ю.А. Изменение структуры технического железа при старении // Металловедение и термическая обработка металлов. — 1961. — № №1.

- Скаков Ю.А. Образование и устойчивость метастабильных фаз при механохимическом синтезе // Металловедение и термическая обработка. — 2005. — № №4. — С. 45-54.

- Скаков Ю. А. Структура железо-никель-алюминиевых сплавов для постоянных магнитов. Доклады Академии наук СССР. — М., 1951. — Т. IXXIX.

- Скаков Ю.А. Структура аморфных металлических сплавов и условия аморфизации // Металловедение и термическая обработка металлов. — 2000. — № №10. — С. 3-10.

- Скаков Ю.А., Дегтярева В.Ф. Некоторые закономерности образования фаз в двойных системах В-элементов // Кристаллография. — М., 1976. — Т. 21, вып. 2. — С. 405-407.

- Скаков Ю.А., Еднерал Н.В., Кокнаева М.Р. Образование и устойчивость интерметаллических соединений при механоактивации порошков в шаровой мельнице. — М.: Физика металлов и металловедение, 1992. — Вып. 2. — С. 111-124.

- Скаков Ю.А., Еднерал Н.В., Лякишев В.А. Исследование структуры и фазового состава сплавов Fе-С-Si, полученных закалкой из жидкого состояния // Физика металлов и металловедение. — М., 1977. — Т. 43, вып. 2. — С. 426-427.

- Скаков Ю.А., Жалнин Б.В., Кекало И.Б., Шелехов Е.В. Фазовые превращения и изменения магнитных характеристик в процессе формирования нанокристаллического состояния в аморфном сплаве на основе железа // Физика металлов и металловедение. — М., 1995. — Вып. 5. — С. 94-106.

- Скаков Ю.А., Меженный Ю.О., Еднерал Н.В. Дефекты упаковки и сегрегации в сплавах на кобальтовой основе // Физика металлов и металловедение. — 1964. — Т. 17, вып. 5.

- Скаков Ю.А., Спиридонов В.Б., Иорданский В.Н. Структурные изменения и изменения свойств  при старении мартенсита хромоникелевых сталей // Доклады АН СССР. — 1964. — Т. 158, вып. 3.

- Скаков Ю.А., Черникова И.Н., Шаршаткина А.В. О структуре и составе карбида низкоотпущенной стали // Доклады Академии Наук СССР. — 1958. — Т. 18, вып. 2.

## Награды
Лауреат Государственной премии СССР 1980 года за учебник «Физика металлов: атомное строение металлов и сплавов», написанный в соавторстве с Я. С. Уманским.